# 동거의 목적
《동거의 목적》은 2016년에 개봉한 대한민국의 영화이다.

## 줄거리
신혼생활을 만끽하는 승구와 윤혜. 사진작가인 승구는 출근길 이웃 사촌이면서 선배인 정열과 한눈을 팔다가 신호대기중이던 앞차를 들이받고 엄청난 수리비때문에 괴로워 한다. 몸매 관리에 여념이 없는 윤혜는 어김없이 헬스장에 운동을 하러가고 담당 PT 인 태준의 이별얘기를 듣게 된다. 여자친구 집에서 동거를 하던 태준이 이별과 함께 쫓겨나게 되고 오갈 곳 없는 태준에게 윤혜는 자신의 신혼집 방 하나를 세를 놓아 승구의 수리비를 충당하려 하고 승구 역시 윤혜와 앙숙이자 친구인 모델 라라에게 자신의 집 월세를 제안한다. 그리고 그들의 목적(?)있는 동거가 시작되는데….

## 캐스팅
- 제동화 - 승구 역
- 박하얀 - 라라 역
- 주예빈 - 윤혜 역
- 이강연 - 태준 역
- 성종 - 정열 역
- 고혜원 - 정열 아내 역
- 김종인 - 스튜디오 직원 역
- 이준혁 - 택시기사 역
- 희정 - 의사 역